# Anna Lauwaert
Anna Lauwaert (Strijtem, 1946) is een Belgisch auteur.
Lauwaert is afkomstig uit het Vlaams-Brabantse Strijtem. Lauwaert groeide op in Belgisch-Kongo. In 1980 verhuisde zij naar Ticino, het Italiaanse deel van Zwitserland. Zij won in 2009 de Italiaanse literatuurprijs LeggiMontagna met haar boek La Via del Drago. Dit is een oorspronkelijk in het Italiaans geschreven biografie over de Belgische alpinist en haar vriend Claude Barbier.
Het boek werd in 1995 voor het eerst uitgebracht door uitgeverij Cda, dat gevestigd is in Turijn. In 2009 verscheen de tweede editie, die uitgegeven werd door Vivalda Editori.
Lauwaert reisde twee jaar lang door India en Pakistan om de godsdiensten, filosofieën en levensbeschouwingen te bestuderen en te ervaren. Zij schreef hierover in haar boek I giorni della vita lenta.
Een ander boek van haar hand is Allarme uit 1995.